# Maike Bouwer
Maike Bouwer (Geleen, 2 september 1988) is een Nederlandse handbalster die uitkomt in de hoogste Oostenrijkse divisie voor MGA Fivers. Tevens bekleedt ze een functie bij het EHF in Wenen, waarbij ze betrokken is bij de organisatie van EK's en Final4-toernooien. Ze is een dochter van handbalcoach Bert Brouwer.
Bouwer speelde van 2003 tot 2007 voor het Deense GOG Gudme. Vervolgens ging het drie jaar naar Lyngby Handbold Klub alvorens ze tussen 2010 en 2012 speelde voor SEW. Daarna een jaartje VOC, 2013-2014 was weer een jaartje SEW.
Even was het stil op handbalgebied rond haar persoontje. In 2016 dook ze opnieuw op bij VOC waar haar vader Bert toen trainer was. Na diens vertrek hield ze het voor gezien bij de Amsterdamse kampioen en ging bij 'regiogenoot' Aalsmeer (eerste divisie) aan de slag. In september 2018 ging ze aan de slag als Event Manager voor het EHF in Wenen. Vanaf januari 2019 heeft ze zich aangesloten als speelster bij MGA Fivers, een club uit de hoogste Oostenrijkse competitie. Haar collega Eva Sippel van het EHF speelde ook bij MGA Fivers en bracht Bouwer in contact met de club uit Wenen.